# 安定镇 (北京市)
安定镇是中国北京市大兴区下辖的一个镇，地处永定河冲积平原，规划中的北京七环路环绕安定镇南部。

## 行政区划
安定镇下辖33个村委会：沙河、站上、高店、前野厂、后野厂、通洲马坊、于家务、徐柏、伙达营、汤营、车站、周园子、皋营、佟营、大渠、东白塔、西白塔、前辛房、后辛房、马各庄、佟家务、东芦各庄、西芦各庄、杜庄屯、洪士庄、潘家马房、堡林庄、前安定、后安定、郑福庄、驴房、兴安营、善台子。